# Завтра, третьего апреля…
«Завтра, третьего апреля…» — советский художественный фильм по мотивам рассказов Ильи Зверева, снят режиссёром Игорем Масленниковым на киностудии Ленфильм в 1969 году.
Премьера фильма состоялась 31 мая 1971 года.

## Сюжет
Вова Ряшенцев первого апреля получил от одноклассницы записку, в которой она приглашала его в кино. Маша Гаврикова — автор письма, очень нравилась мальчику, но он, посоветовавшись с другом, решил, что это розыгрыш.
Позднее Володя понял, что ошибся, и уговорил весь класс дать клятву, что на следующий день каждый из ребят будет говорить только правду и не солжёт даже единым словом. На первый взгляд, всем показалось, что они совершают очень правильное и нужное дело. В действительности оказалось, что можно обидеть и ранить человека, имея при этом самые благие намерения.
Ариадна Николаевна — молодой классный руководитель шестого «Б» — донесла до ребят простую мысль: «Правду необходимо говорить всегда, но она не освобождает нас от необходимости быть чуткими, деликатными, внимательными друг к другу. Быть правдивым — значит быть справедливым, добрым, настоящим человеком».

## В ролях
- Слава Горошенков — Вова Ряшенцев
- Наталья Данилова — Маша Гаврикова
- Коля Орлов — Орлов («художник Тютькин»)
- Женя Малянцев — Юра Фонарёв
- Володя Олькеницкий — Лёня Семечкин («Лёнька-телескоп»)
- Володя Пирожков — Колян
- Энекен Аксель — Ариадна Николаевна, учительница физики, классный руководитель (озвучена Мариной Неёловой[1])
- Людмила Волынская — Людмила Петровна, учительница литературы
- Владимир Эренберг — Василий Степанович, учитель географии
- Павел Луспекаев — завхоз Ферапонтов
- Лариса Малеванная — мама Маши Гавриковой
- Алексей Кожевников — папа Маши Гавриковой
- Александр Демьяненко — лейтенант милиции
- Виктор Ильичёв — Станислав Петрович, физик и жених Ариадны Николаевны
- Константин Райкин — шутник-старшеклассник возле школы

В эпизодах:
- Андрей Щепочкин
- Серёжа Сикке
- Маша Мальцова
- Лена Павлова
- Володя Авдеев
- Лена Барская
- Слава Бельчиков
- Андрей Чагин
- А. Алексеев
- И. Андреев
- В. Борончиев
- Т. Воронова
- Е. Егоров
- Р. Замская
- В. Михайлов
- Т. Москалёва
- В. Надуваева
- Т. Переверзева
- А. Погореленко
- Е. Подвальная
- В. Смирнов
- В. Шорохов
- Т. Яковлева

## Съёмочная группа
- Автор сценария: Владимир Валуцкий
- Режиссёр-постановщик: Игорь Масленников
- Оператор-постановщик: Владимир Васильев
- Композитор: Александр Колкер
- Текст песен: Ким Рыжов
- Исполнитель песен: Оркестр и детский хор Ленинградского радио и телевидения
  - Хормейстер: Юрий Славницкий
  - Дирижёр: Лео Корхин
- Художник-постановщик: Виктор Волин
- Режиссёр: В. Перов
- Оператор: В. Тупицын
- Художник-декоратор: В. Слоневский
- Художник по костюмам: Виля Рахматуллина
- Художник-гримёр: В. Савельева
- Мультипликация: И. Подгорский
- Редактор: Александр Бессмертный
- Звукооператор: Ася Зверева
- Монтажёр: Валентина Миронова
- Комбинированные съёмки:
  - Оператор: Д. Желубовский
  - Художник: Л. Холмов
- Ассистенты режиссёра: Л. Гальба, В. Каргозерова
- Ассистенты оператора: А. Горбоносов, И. Рогольский
- Директор: А. Плавник

## Технические данные
- Первое творческое объединение
- Широкий экран
- Цветной
- 70 минут

## Факты
- В фильме состоялся кинодебют Константина Райкина. В то время он учился на первом курсе театрального училища им. Щукина, а режиссёр Игорь Масленников подбирал молодых ребят на роли старшеклассников. Из воспоминаний режиссёра:

Когда-то летом под Ленинградом на какой-то из дач был пикничок, и там мне запомнился один молодой мальчик, который изображал животных. Меня поразила пантера. Потом какую-то птицу он изображал… Удивительный дар был у него. Это был как раз Костя Райкин.